# دمیتری دوگالنکو
دمیتری دوگالنکو (انگلیسی: Dmitri Dovgalenok؛ زادهٔ ۱۴ دسامبر ۱۹۷۱) قایقران کانو اهل شوروی-بلاروس بود.